# Wereldkampioenschappen kortebaanzwemmen 2024
De wereldkampioenschappen kortebaanzwemmen 2024 werden van 10 tot en met 16 december 2024 georganiseerd in de Donau-arena in Boedapest, Hongarije. De 4×50 meter vrije slag en de 4×50 meter wisselslag voor mannen en vrouwen zijn van het programma gehaald, de gemengde 4×100 meter wisselslag werd toegevoegd aan het programma.

## Programma
| S | Series | HF | Halve finales | Goud | Finale |

| Ochtendsessie | 09:00 (lokale tijd) | Avondsessie | 17:30 (lokale tijd) |

| Onderdeel         | December | December | December | December | December | December | December | December | December | December | December | December |
| Onderdeel         | 10       | 10       | 11       | 11       | 12       | 12       | 13       | 13       | 14       | 14       | 15       | 15       |
| ----------------- | -------- | -------- | -------- | -------- | -------- | -------- | -------- | -------- | -------- | -------- | -------- | -------- |
| 50m vrije slag    |          |          |          |          |          |          |          |          | S        | HF       |          | Goud     |
| 100m vrije slag   |          |          | S        | HF       |          | Goud     |          |          |          |          |          |          |
| 200m vrije slag   |          |          |          |          |          |          |          |          |          |          | S        | Goud     |
| 400m vrije slag   |          |          |          |          | S        | Goud     |          |          |          |          |          |          |
| 800m vrije slag   |          |          |          |          |          |          |          |          | Goud     | Goud     |          |          |
| 1500m vrije slag  | Goud     | Goud     |          |          |          |          |          |          |          |          |          |          |
| 50m rugslag       |          |          |          |          | S        | HF       |          | Goud     |          |          |          |          |
| 100m rugslag      | S        | HF       |          | Goud     |          |          |          |          |          |          |          |          |
| 200m rugslag      |          |          |          |          |          |          |          |          |          |          | S        | Goud     |
| 50m schoolslag    |          |          |          |          |          |          |          |          | S        | HF       |          | Goud     |
| 100m schoolslag   |          |          | S        | HF       |          | Goud     |          |          |          |          |          |          |
| 200m schoolslag   |          |          |          |          |          |          | S        | Goud     |          |          |          |          |
| 50m vlinderslag   | S        | HF       |          | Goud     |          |          |          |          |          |          |          |          |
| 100m vlinderslag  |          |          |          |          |          |          | S        | HF       |          | Goud     |          |          |
| 200m vlinderslag  |          |          |          |          | S        | Goud     |          |          |          |          |          |          |
| 100m wisselslag   |          |          |          |          | S        | HF       |          | Goud     |          |          |          |          |
| 200m wisselslag   | S        | Goud     |          |          |          |          |          |          |          |          |          |          |
| 400m wisselslag   |          |          |          |          |          |          |          |          | S        | Goud     |          |          |
| 4x100m vrije slag | S        | Goud     |          |          |          |          |          |          |          |          |          |          |
| 4x200m vrije slag |          |          |          |          |          |          | S        | Goud     |          |          |          |          |
| 4x100m wisselslag |          |          |          |          |          |          |          |          |          |          | S        | Goud     |

| Onderdeel         | December | December | December | December | December | December | December | December | December | December | December | December |
| Onderdeel         | 10       | 10       | 11       | 11       | 12       | 12       | 13       | 13       | 14       | 14       | 15       | 15       |
| ----------------- | -------- | -------- | -------- | -------- | -------- | -------- | -------- | -------- | -------- | -------- | -------- | -------- |
| 50m vrije slag    |          |          |          |          |          |          |          |          | S        | HF       |          | Goud     |
| 100m vrije slag   |          |          | S        | HF       |          | Goud     |          |          |          |          |          |          |
| 200m vrije slag   |          |          |          |          |          |          |          |          |          |          | S        | Goud     |
| 400m vrije slag   | S        | Goud     |          |          |          |          |          |          |          |          |          |          |
| 800m vrije slag   |          |          | Goud     | Goud     |          |          |          |          |          |          |          |          |
| 1500m vrije slag  |          |          |          |          |          |          | Goud     | Goud     |          |          |          |          |
| 50m rugslag       |          |          |          |          | S        | HF       |          | Goud     |          |          |          |          |
| 100m rugslag      | S        | HF       |          | Goud     |          |          |          |          |          |          |          |          |
| 200m rugslag      |          |          |          |          |          |          |          |          |          |          | S        | Goud     |
| 50m schoolslag    |          |          |          |          |          |          |          |          | S        | HF       |          | Goud     |
| 100m schoolslag   |          |          | S        | HF       |          | Goud     |          |          |          |          |          |          |
| 200m schoolslag   |          |          |          |          |          |          | S        | Goud     |          |          |          |          |
| 50m vlinderslag   | S        | HF       |          | Goud     |          |          |          |          |          |          |          |          |
| 100m vlinderslag  |          |          |          |          |          |          | S        | HF       |          | Goud     |          |          |
| 200m vlinderslag  |          |          |          |          | S        | Goud     |          |          |          |          |          |          |
| 100m wisselslag   |          |          |          |          | S        | HF       |          | Goud     |          |          |          |          |
| 200m wisselslag   | S        | Goud     |          |          |          |          |          |          |          |          |          |          |
| 400m wisselslag   |          |          |          |          |          |          |          |          | S        | Goud     |          |          |
| 4x100m vrije slag | S        | Goud     |          |          |          |          |          |          |          |          |          |          |
| 4x200m vrije slag |          |          |          |          | S        | Goud     |          |          |          |          |          |          |
| 4x100m wisselslag |          |          |          |          |          |          |          |          |          |          | S        | Goud     |

| Onderdeel         | December | December | December | December | December | December | December | December | December | December | December | December |
| Onderdeel         | 10       | 10       | 11       | 11       | 12       | 12       | 13       | 13       | 14       | 14       | 15       | 15       |
| ----------------- | -------- | -------- | -------- | -------- | -------- | -------- | -------- | -------- | -------- | -------- | -------- | -------- |
| 4x50m vrije slag  |          |          |          |          |          |          | S        | Goud     |          |          |          |          |
| 4x50m wisselslag  |          |          | S        | Goud     |          |          |          |          |          |          |          |          |
| 4x100m wisselslag |          |          |          |          |          |          |          |          | S        | Goud     |          |          |

## Medaillespiegel
| Plaats | Land                | Goud | Zilver | Brons | Totaal |
| 1      | Verenigde Staten    | 18   | 13     | 8     | 39     |
| 2      | Neutrale atleten B  | 6    | 4      | 0     | 10     |
| 3      | Canada              | 4    | 5      | 6     | 15     |
| 4      | China               | 3    | 1      | 1     | 5      |
| 5      | Zwitserland         | 3    | 0      | 0     | 3      |
| 6      | Australië           | 2    | 5      | 5     | 12     |
| 7      | Hongarije           | 2    | 2      | 0     | 4      |
| 8      | Italië              | 1    | 5      | 3     | 9      |
| 9      | Duitsland           | 1    | 3      | 0     | 4      |
| 10     | Kaaimaneilanden     | 1    | 0      | 1     | 2      |
| 10     | Tunesië             | 1    | 0      | 1     | 2      |
| 12     | Hongkong            | 1    | 0      | 0     | 1      |
| 12     | Litouwen            | 1    | 0      | 0     | 1      |
| 12     | Spanje              | 1    | 0      | 0     | 1      |
| 15     | Frankrijk           | 0    | 3      | 2     | 5      |
| 16     | Brazilië            | 0    | 2      | 1     | 3      |
| 17     | Verenigd Koninkrijk | 0    | 1      | 2     | 3      |
| 18     | Nederland           | 0    | 1      | 1     | 2      |
| 18     | Turkije             | 0    | 1      | 1     | 2      |
| 20     | Oostenrijk          | 0    | 1      | 0     | 1      |
| 21     | Polen               | 0    | 0      | 5     | 5      |
| 22     | Neutrale atleten A  | 0    | 0      | 2     | 2      |
| 23     | België              | 0    | 0      | 1     | 1      |
| 23     | Estland             | 0    | 0      | 1     | 1      |
| 23     | Ierland             | 0    | 0      | 1     | 1      |
| 23     | Japan               | 0    | 0      | 1     | 1      |
| Totaal | Totaal              | 45   | 47     | 43    | 135    |

### Mannen
| Onderdeel            | Goud | Goud           | Zilver | Zilver     | Brons | Brons           |
| -------------------- | --- | -------------- | --- | ---------- | --- | --------------- |
| Vrije slag           | |                | |            | |                 |
| 50 m                 | Jordan Crooks Kaaimaneilanden | 20.19          | Guilherme Caribé Brazilië | 20,57      | Jack Alexy Verenigde Staten | 20.61           |
| 100 m                | Jack Alexy Verenigde Staten | 45.38          | Guilherme Caribé Brazilië | 45.47 ZA   | Jordan Crooks Kaaimaneilanden | 45.48           |
| 200 m                | Luke Hobson Verenigde Staten | 1:38.61 WR     | Maximillian Giuliani Australië | 1:40.36 OC | Lucas Henveaux België | 1:41.13 BR      |
| 400 m                | Elijah Winnington Australië | 3:35.89        | Carson Foster Verenigde StatenKieran Smith Verenigde Staten                                                                                   | 3:36.31    | niet uitgereikt |                 |
| 800 m                | Zalán Sárkány Hongarije | 7:30.56        | Florian Wellbrock Duitsland | 7:31.90    | Ahmed Jaouadi Tunesië | 7:31.93 AF      |
| 1500 m               | Ahmed Jaouadi Tunesië | 14:16.40       | Florian Wellbrock Duitsland | 14:17.27   | Kuzey Tunçelli Tunesië | 14:20.64 NR, WJ |
| Rugslag              | |                | |            | |                 |
| 50 m                 | Miron Lifintsev Neutrale atleten B | 22.47 WJ       | Isaac Cooper Australië | 22.49 OC   | Shane Ryan Ierland | 22.56 NR        |
| 100 m                | Miron Lifintsev Neutrale atleten B | 48.76 WJ       | Hubert Kós Hongarije | 48.79 NR   | Kacper Stokowski Polen | 49.16 NR        |
| 200 m                | Hubert Kós Hongarije | 1:45.65 CR, ER | Lorenzo Mora Italië | 1:48.96    | Mewen Tomac Frankrijk | 1:49.93         |
| Schoolslag           | |                | |            | |                 |
| 50 m                 | Qin Haiyang China | 25.42          | Kirill Prigoda Neutrale atleten BEmre Sakçi Turkije                                                                                           | 25.56      | niet uitgereikt |                 |
| 100 m                | Qin Haiyang China | 55.47 CR, AR   | Kirill Prigoda Neutrale atleten B | 55.49      | Ilya Shymanovich Neutrale atleten A | 55.60           |
| 200 m                | Carles Coll Martí Spanje | 2:01.55 NR     | Kirill Prigoda Neutrale atleten B | 2:01.88    | Yamato Fukasawa Japan | 2:02.01         |
| Vlinderslag          | |                | |            | |                 |
| 50 m                 | Noè Ponti Zwitserland | 21.32 WR       | Ilya Kharun Canada | 21.67 AM   | Nyls Korstanje Nederland | 21.68           |
| 100 m                | Noè Ponti Zwitserland | 47.71 WR       | Maxime Grousset Frankrijk | 48.57 NR   | Matthew Temple Australië | 48.71           |
| 200 m                | Ilya Kharun Canada | 21.67 CR, AM   | Alberto Razzetti Italië | 1:48.64 ER | Krzysztof Chmielewski Polen | 1:49.26 NR      |
| Wisselslag           | |                | |            | |                 |
| 100 m                | Noè Ponti Zwitserland | 50.33 CR, NR   | Bernhard Reitshammer Oostenrijk | 51.11 NR   | Caio Pumputis Brazilië | 51.35 ZA        |
| 200 m                | Shaine Casas Verenigde Staten | 1:49.51 CR, AM | Alberto Razzetti Italië | 1:50.88 NR | Finlay Knox Canada | 1:50.90 NR      |
| 400 m                | Ilya Borodin Neutrale atleten B | 3:56.83        | Carson Foster Verenigde Staten | 3:57.45    | Alberto Razzetti Italië | 3:58.83         |
| Vrije slag estafette | |                | |            | |                 |
| 4x100 m              | Verenigde Staten Jack Alexy (45.05) CR, AM Luke Hobson (45.18) Kieran Smith (46.01) Chris Guiliano (45.42) Trenton Julian S                                               | 3:01.66 WR     | Italië Alessandro Miressi (45.85) Leonardo Deplano (45.76) Lorenzo Zazzeri (46.21) Manuel Frigo (45.73)                                       | 3:03.65    | Polen Kamil Sieradzki (46.33) Jakub Majerski (46.04) Ksawery Masiuk (45.64) Kacper Stokowski (46.45) Piotr Ludwiczak S                                      | 3:04.46 NR      |
| 4x200 m              | Verenigde Staten Luke Hobson (1:38.91) WR Carson Foster (1:40.77) Chaine Casas (1:40.34) Kieran Smith (1:40.49) Trenton Julian S Daniel Matheson S                        | 6:40.51 WR     | Australië Maximillian Giuliani (1:40.73) Edward Sommerville (1:41.03) Harrison Turner (1:42.21) Elijah Winnington (1:41.57) David Schlicht S  | 6:45.54 OC | Italië Filippo Megli (1:42.26) Manuel Frigo (1:42.15) Carlos D'Ambrosio (1:41.48) Alberto Razzetti (1:41.62) Davide Dalla Costa S Alessandro Ragaini S      | 6:47.51 NR      |
| Wisselslagestafette  | |                | |            | |                 |
| 4x100 m              | Neutrale atleten B Miron Lifintsev (49.31) Kirill Prigoda (55.15) Andrey Minakov (48.80) Egor Kornev (45.42) Pavel Samusenko S Aleksandr Zhigalov S Dmitrii Zhavoronkov S | 3:18.68 WR     | Verenigde Staten Shaine Casas (48.92) Michael Andrew (57.03) Dare Rose (48.55) Jack Alexy (44.53) AJ Pouch S Zach Harting S Harrison Turner S | 3:19.03    | Italië Lorenzo Mora (49.53) Ludovico Viberti (56.15) Michele Busa (48.81) Alessandro Miressi (45.42) Christian Bacico S Simone Cerasuolo S Simone Stefani S | 3:19.91         |

### Vrouwen
| Onderdeel            | Goud | Goud           | Zilver | Zilver         | Brons | Brons          |
| -------------------- | --- | -------------- | --- | -------------- | --- | -------------- |
| Vrije slag           | |                | |                | |                |
| 50 m                 | Gretchen Walsh Verenigde Staten | 22.83 WR       | Kate Douglass Verenigde Staten                                                                                                | 23.05          | Katarzyna Wasick Polen | 23.37          |
| 100 m                | Gretchen Walsh Verenigde Staten | 50.31 CR, AM   | Béryl Gastaldello Frankrijk                                                                                                   | 50.63 NR       | Kate Douglass Verenigde Staten | 50.73          |
| 200 m                | Siobhán Haughey Hongkong | 1:50.62        | Mary-Sophie Harvey Canada | 1:51.73 AM     | Claire Weinstein Verenigde Staten | 1:51.62 NR, WJ |
| 400 m                | Summer McIntosh Canada | 3:50.25 WR     | Lani Pallister Australië | 3:53.73 OC     | Mary-Sophie Harvey Canada | 3:54.88        |
| 800 m                | Lani Pallister Australië | 8:01.95 CR, NR | Isabel Marie Gose Duitsland                                                                                                   | 8:05.42 NR     | Katie Grimes Verenigde Staten | 8:05.90        |
| 1500 m               | Isabel Marie Gose Duitsland | 15:24.69       | Simona Quadarella Italië | 15:30.14       | Julian Cox Verenigde Staten | 1:41.29        |
| Rugslag              | |                | |                | |                |
| 50 m                 | Regan Smith Verenigde Staten | 25.23 WR       | Katharine Berkoff Verenigde Staten                                                                                            | 25.61          | Kylie Masse Canada | 25.78          |
| 100 m                | Regan Smith Verenigde Staten | 54.55 CR       | Katharine Berkoff Verenigde Staten                                                                                            | 54.93          | Ingrid Wilm Canada | 55.75          |
| 200 m                | Regan Smith Verenigde Staten | 1:58.04 WR     | Summer McIntosh Canada | 1:59.96 NR, WJ | Anastasiya Shkurdai Neutrale atleten A                                                                                                  | 2:00.56        |
| Schoolslag           | |                | |                | |                |
| 50 m                 | Rūta Meilutytė Litouwen | 28.54          | Tang Qianting China | 28.86          | Lilly King Verenigde Staten | 28.91          |
| 100 m                | Tang Qianting China | 1:02.38        | Lilly King Verenigde Staten                                                                                                   | 1:02.80        | Eneli Jefimova Estland | 1:03.25        |
| 200 m                | Kate Douglass Verenigde Staten | 2:12.50 WR     | Evgeniia Chikunova Neutrale atleten A                                                                                         | 2:15.14        | Alex Walsh Verenigde Staten | 2:16.83        |
| Vlinderslag          | |                | |                | |                |
| 50 m                 | Gretchen Walsh Verenigde Staten | 24.01          | Béryl Gastaldello Frankrijk                                                                                                   | 24.43 NR       | Alexandria Perkins Australië | 24.68 OC       |
| 100 m                | Gretchen Walsh Verenigde Staten | 52.71          | Tessa Giele Nederland | 54.66          | Elizabeth Dekkers Australië | 55.10 OC       |
| 200 m                | Summer McIntosh Canada | 1:59.32 WR     | Regan Smith Verenigde Staten                                                                                                  | 2:01.00 NR     | Elizabeth Dekkers Australië | 2:02.91        |
| Wisselslag           | |                | |                | |                |
| 100 m                | Gretchen Walsh Verenigde Staten | 55.11 WR       | Kate Douglass Verenigde Staten                                                                                                | 56.49          | Béryl Gastaldello Frankrijk | 56.67 NR       |
| 200 m                | Kate Douglass Verenigde Staten | 2:01.63 WR     | Alex Walsh Verenigde Staten                                                                                                   | 2:02.65        | Abbie Wood Verenigd Koninkrijk | 2:02.75        |
| 400 m                | Summer McIntosh Canada | 4:15.48 WR     | Katie Grimes Verenigde Staten                                                                                                 | 4:20.14 NR     | Abbie Wood Verenigd Koninkrijk | 4:24.34        |
| Vrije slag estafette | |                | |                | |                |
| 4x100 m              | Verenigde Staten Kate Douglass (50.95) Katharine Berkoff (51.38) Alex Shackell (52.01) Gretchen Walsh (50.67) Phoebe Bacon S Jillian Cox S                              | 3:25.01 WR     | Australië Meg Harris (50.95) Milla Jansen (51.62) Alexandria Perkins (51.68) Lani Pallister (52.36) Lily Price S Leah Neale S | 3:28.25        | Canada Mary-Sophie Harvey (52.40) Summer McIntosh (51.81) Ingrid Wilm (52.22) Penny Oleksiak (52.01) Sydney Pickrem S Alexanne Lepage S | 3:28.44        |
| 4x200 m              | Verenigde Staten Alex Walsh (1:53.25) Paige Madden (1:53.18) Katie Grimes (1:53.39) Claire Weinstein (1:50.31) Phoebe Bacon S Lilla Bognar S                            | 7:30.13 WR     | Hongarije Nikolett Pádár (4:52.81) Panna Ugrai (1:52.59) Dóra Molnár (1:55.39) Lilla Minna Ábrahám (1:52.60)                  | 7:33.39 NR     | Australië Leah Neale (1:52.79) Elizabeth Dekker (1:54.96) Milla Jansen (1:54.01) Lani Pallister (1:51.84) Tara Kinder S                 | 7:33.60        |
| Wisselslagestafette  | |                | |                | |                |
| 4x100 m              | Verenigde Staten Regan Smith (54.02) WR Lilly King (1:03.02) Gretchen Walsh (52.84) Kate Douglass (50.53) Katharine Berkoff S Emma Weber S Alex Shackell S Alex Walsh S | 3:40.41 WR     | Verenigd Koninkrijk Abbie Wood (57.44) Angharad Evans (1:03.18) Eva Okaro (56.11) Freya Anderson (51.11)                      | 3:47.84 NR     | China Qian Xinan (56.88) Tang Qianting (1:03.17) Chen Luying (56.25) Liu Shuhan (51.63)                                                 | 3:47.93        |

### Gemengd
| Onderdeel            | Goud | Goud       | Zilver | Zilver     | Brons | Brons   |
| -------------------- | --- | ---------- | --- | ---------- | --- | ------- |
| Vrije slag estafette | |            | |            | |         |
| 4x50 m               | Italië Leonardo Deplano (20.80) Alessandro Miressi (21.01) Silvia Di Pietro (23.35) Sara Curtis (23.34) Lorenzo Zazzeri S                                                | 1:28.50    | Canada Ilya Kharun (20.80) Yuri Kisil (20.57) Ingrid Wilm (23.72) Mary-Sophie Harvey (23.51) Finlay Knox S Penny Oleksiak S              | 1:28.60    | Polen Piotr Ludwiczak (21.31) Kamil Sieradzki (20.89) Kornelia Fiedkiewicz (23.70) Katarzyna Wasick (22.90                                         | 1:28.80 |
| Wisselslagestafette  | |            | |            | |         |
| 4x50 m               | Neutrale atleten B Miron Lifintsev (22.39) Kirill Prigoda (24.94) Arina Surkova (24.43) Daria Trofimova (23.60) Pavel Samusenko S Oleg Kostin S Daria Klepikova S        | 1:35.36 ER | Canada Kylie Masse (25.87) Finlay Knox (25.53) Ilya Kharun (20.73) Ingrid Wilm (23.81)                                                   | 1:35.94 NR | Verenigde Staten Shaine Casas (22.85) Michael Andrew (25.29) Regan Smith (24.90) Katharine Berkoff (23.16) AJ Pouch S Alex Shackell S Alex Walsh S | 1:36.20 |
| 4x100 m              | Neutrale atleten B Miron Lifintsev (48.90) Kirill Prigoda (54.86) Arina Surkova (55.63) Daria Klepikova (51.08) Pavel Samusenko S Aleksandr Zhigalov S Daria Trofimova S | 3:30.47    | Verenigde Staten Regan Smith (54.19) Lilly King (1:03.05) Dare Rose (48.68) Jack Alexy (44.63) Shaine Casas S AJ Pouch S Alex Shackell S | 3:30.55    | Canada Ingrid Wilm (55.82) Finlay Knox (56.39) Ilya Kharun (48.27) Mary-Sophie Harvey (51.49) Blake Tierney S Sophie Angus S Penny Oleksiak S      | 3:31.97 |